# Philippe Breton
Philippe Breton es un antropólogo y sociólogo francés nacido en 1951, investigador en el CNRS (Laboratorio Culturas y sociedades en Europa, UMR 7043 del CNRS en Estrasburgo) y profesor en la Universidad de París I.
Philippe Breton centra sus estudios sobre la antropología de la palabra y de las técnicas de comunicación.
En su Utopía de la comunicación (1990), muestra cómo el término comunicación cambió su acepción después de la Segunda Guerra Mundial: una nueva ideología nació, fundada sobre un humanismo trágico heredado de dramas como los de Hiroshima y Auschwitz. Muestra así que la noción contemporánea de comunicación se deriva de pioneros de la cibernética, como lo es en primer lugar Norbert Wiener.
Breton muestra así en esta obra como Wiener, a través de la cibernética, propone una nueva visión de la gente, fundada sobre el carácter fundamental de las relaciones, las interacciones, los intercambios de informaciones entre los fenómenos, a lo que llama el método funcional de las ciencias clásicas: ésta, dice, no es satisfactoria, porque se interroga exclusivamente lo que contienen los fenómenos investigados por la ciencia, sobre el interior de los objetos. Según Breton, lo que cuenta más son las relaciones que mantienen los fenómenos entre ellos, incluso los que se contradicen.

## Obras publicadas
- 1987. Una historia de informática. París: La Découverte (edición de bolsillo : Seuil, coll. « Points sciences », París, 1990 ; premio 1988 del jurado de la Asociación francesa de informáticos ; traducido al español, griego, italiano y portugués).

- 1989. Las tecnociencias en cuestión". Elementos para una arqueología del siglo XX (en colaboración con Frank Tinland y Alain-Marc Rieu). París: Champ Vallon, Seyssel.

- 1990. La tribu informática". París: Métaillié (Gran premio de la literatura informática 1991).

- 1990. La utopía de la comunicación. París: La Découverte (edición de bolsillo: La Découverte/poche, París, 1997, 2004 ; traducido en italiano, portugués; publicado en Argelia : Ediciones Casbah).

## Textos en línea
- Blog de Philippe Breton, en lemonde.fr
- Blog dedicado a la argumentación
- Philippe Breton, «La decadencia de la palabra» en Le Monde diplomatique, marzo de 1997.

- Datos: Q1106507
- Multimedia: Philippe Breton / Q1106507